# Bolesław Bierut

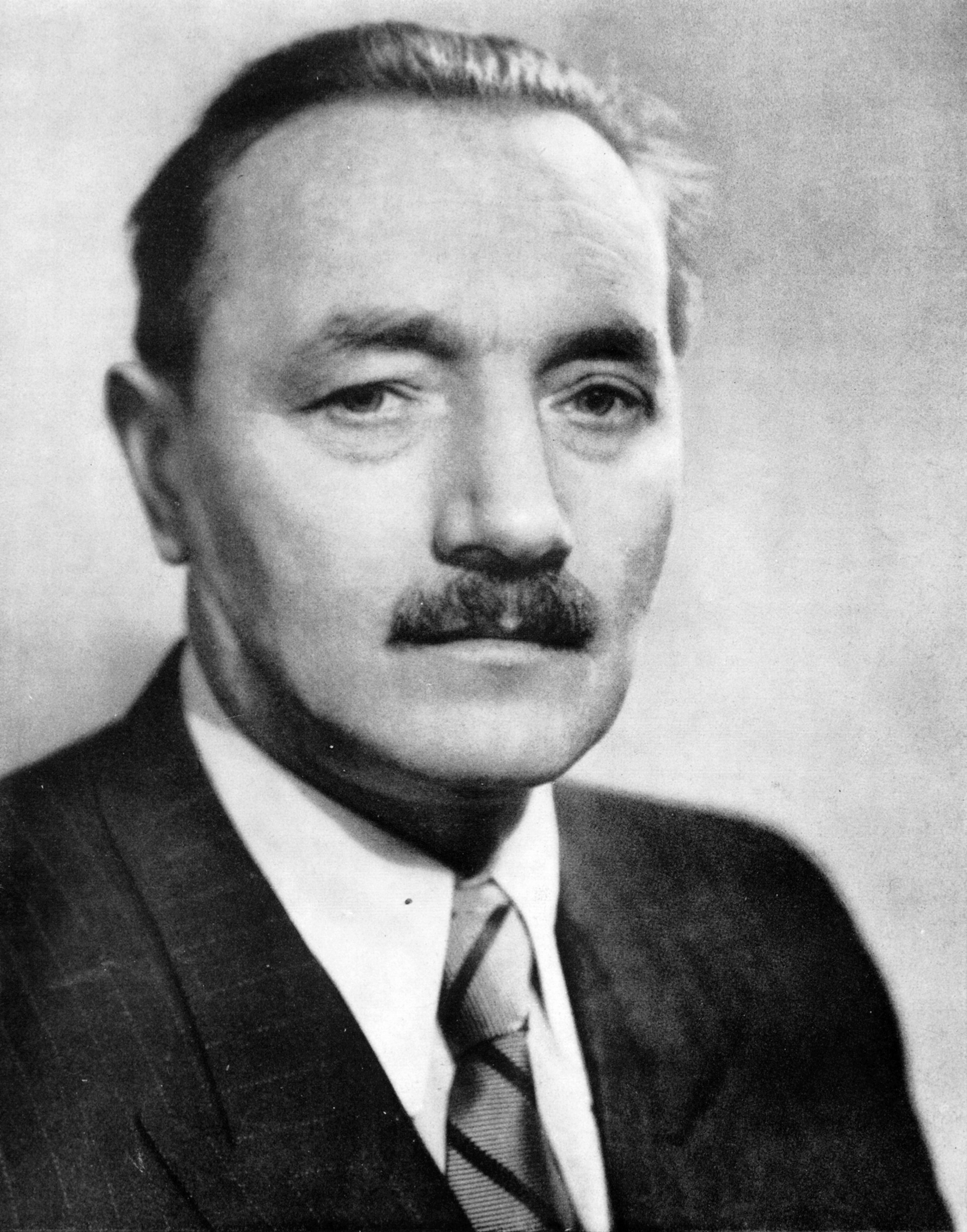
Bolesław Bierut (1950)

Bolesław Bierut (* 18. April 1892 in Rury Brigidkowskie; † 12. März 1956 in Moskau) war ein polnischer kommunistischer Politiker und von 3. September 1948 bis zu seinem Tod am 12. März 1956 der stalinistische Diktator der Volksrepublik Polen. Seine Herrschaft gilt als repressivste Periode in der Nachkriegsgeschichte Polens.
Er war von 1947 bis 1952 Staatspräsident der Volksrepublik Polen und von 1948 bis 1956 Generalsekretär der Polnischen Vereinigten Arbeiterpartei (PZPR). 

## Leben
Bierut wurde 1892 als Sohn eines Lehrers in eine bäuerlich geprägte Familie im heute zu Lublin gehörenden Dorf Rury Brigidkowskie geboren, das damals zum vom Russischen Kaiserreich seit 1867 annektierten Teil Polens, dem sogenannten Weichselland, zählte. 1905 wurde er der Schule verwiesen, weil er an einem Schülerstreik teilgenommen hatte, der sich gegen die Einführung des Russischen als alleiniger Unterrichtssprache richtete. Seine Ausbildung setzte er anschließend an einer kaufmännisch orientierten Abendschule fort und verdiente seinen Lebensunterhalt unter anderem als Schriftsetzer. Mit zwanzig Jahren trat er der Splitterpartei PPS Lewica bei, die später in der Kommunistischen Partei Polens aufging. 1927 wurde er Mitglied des Zentralkomitees der Kommunistischen Partei Polens. In der Zwischenzeit übte er mehrere Funktionen im linksgerichteten Konsumverein aus und weilte 1925 bis 1926 und 1928 bis 1930 in Moskau, wo er die Parteihochschule für kommunistische Kader besuchte. In dieser Zeit wurde er als Agent des sowjetischen Geheimdienstes GPU angeworben. In den Jahren 1930 bis 1932 war er als Funktionär der Kommunistischen Internationale in Bulgarien, der Tschechoslowakei und Österreich tätig.
1933 wurde er in Polen zu einer siebenjährigen Haftstrafe verurteilt, die er im Gefängnis von Rawicz verbüßte. 1938 wurde er jedoch begnadigt und entlassen. Der Gefängnisaufenthalt rettete ihm das Leben, denn er entging dadurch den stalinistischen Säuberungen zwischen 1936 und 1938, bei denen ein Großteil der Mitglieder der Kommunistischen Partei Polens (etwa 30.000 Mitglieder bei einer Bevölkerung von damals 35 Millionen), soweit sie in die Sowjetunion emigriert waren, liquidiert wurde. Bis Kriegsbeginn 1939 arbeitete er als Büroangestellter in einer Warschauer Konsumgenossenschaft.

### Zweiter Weltkrieg
Um sich dem Dienst in der polnischen Armee zu entziehen, floh Bierut aus Warschau nach Ostpolen, das nach dem 17. September 1939 von der Roten Armee okkupiert wurde. Von dort begab er sich nach Kiew, wo er 1940 in die Kommunistische Allunions-Partei (Bolschewiki) (die später in KPdSU umbenannt wurde) eintrat. 1941 zog er nach Minsk und arbeitete dort während der Zeit der deutschen Okkupation beinahe zwei Jahre in der Stadtverwaltung, um seine Agententätigkeit für den sowjetischen Geheimdienst NKWD zu tarnen. Auf Stalins Befehl begab er sich 1943 ins deutsch besetzte Warschau und übernahm im Untergrund bald wichtige Funktionen im Zentralkomitee und Generalsekretariat der neu entstehenden Polnischen Arbeiterpartei.
Ab Dezember 1944 war er Vorsitzender des Landesnationalrates (KRN), der, gelenkt von Moskau, die kommunistische Machtübernahme in Polen vorbereiten sollte. Offiziell war Bierut parteilos, doch war er geheimes Mitglied des Politbüros der kommunistischen Arbeiterpartei.
Im Juli 1945 gehörte er als KRN-Vorsitzender der polnischen Delegation bei der Potsdamer Konferenz an, neben dem in Moskau geschulten Ministerpräsidenten Edward Osóbka-Morawski, Außenminister Wincenty Rzymowski und Landwirtschaftsminister Stanisław Mikołajczyk, der bis 1944 Ministerpräsident der polnischen Exilregierung in London gewesen war.

### Präsident der VR Polen und Generalsekretär

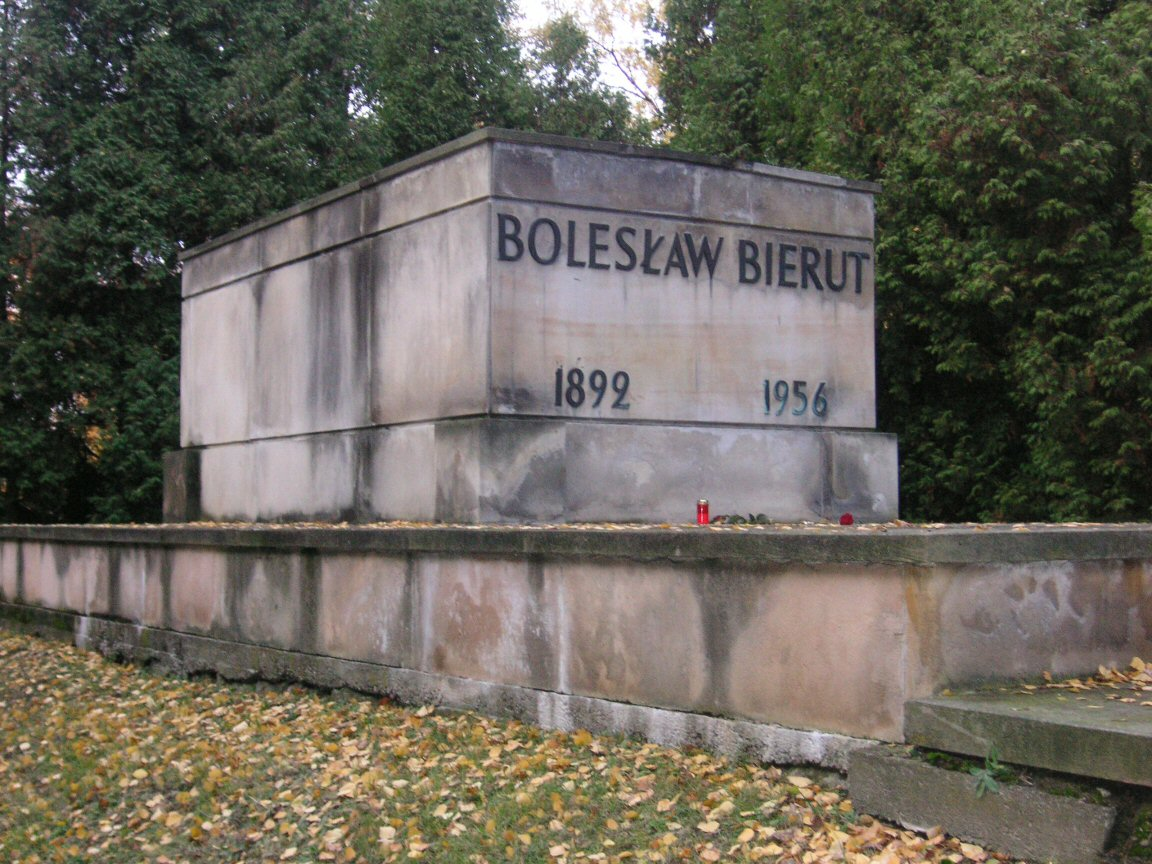
Bieruts Mausoleum auf dem Powązki-Militärfriedhof

Bierut wurde 1947 vom Sejm zum Staatspräsidenten gewählt. Unterstützt vom sowjetischen Auslandsgeheimdienst gewann er den Machtkampf gegen den Parteivorsitzenden Władysław Gomułka, der 1948 wegen „rechtsnationalistischer Abweichung“ aus der Partei ausgeschlossen und inhaftiert wurde. Bierut nahm seinen Platz an der Spitze der PZPR ein. Um ihn entstand ein Personenkult nach dem Vorbild des sowjetischen Kults um die Person Stalins. Gleichzeitig ließ er den allgemeinen Terror gegen tatsächliche oder vermeintliche politische Gegner verschärfen. Das ganze Land wurde von einem Netz von Spitzeln der Geheimpolizei UB überzogen, die Dossiers über rund 5,2 Millionen Bürger anlegten. Mehrere Hunderttausend Menschen wurden Opfer politischer Repressionen, Hunderte von Todesurteilen wurden vollstreckt, die von der Partei kontrollierte Justiz initiierte und organisierte nach sowjetischem Vorbild Schauprozesse, bei denen rund 85.000 Menschen zu Zwangsarbeit verurteilt wurden. Folterung und Mordanschläge gehörten zum Alltag des UB. Bierut ließ die Kollektivierung der Landwirtschaft einleiten und führte einen Kampf gegen die katholische Kirche.
1952 wurde mit der offiziellen Umbenennung der Republik Polen in „Volksrepublik“ das Präsidentenamt abgeschafft, Bierut ersetzte Józef Cyrankiewicz als Vorsitzenden des Ministerrates. 1954 gab er das Amt des Regierungschefs wieder an Cyrankiewicz ab.
Im Februar 1956 fuhr Bierut nach Moskau, um an den Beratungen des XX. Parteitags der KPdSU teilzunehmen. Nach der Lektüre von Nikita Chruschtschows Geheimrede Über den Personenkult und seine Folgen, mit der Kritik an Stalins Verbrechen, erlitt er einen Herzanfall und verstarb zweieinhalb Wochen später in Moskau. Er erhielt ein Staatsbegräbnis und ein Mausoleum auf dem Powązki-Militärfriedhof in Warschau. Schon bald nach seinem Tod verbreitete sich in Polen das Gerücht, er sei ermordet worden, weil die neue sowjetische Staats- und Parteiführung unter Chruschtschow seinen stalinistischen Kurs abgelehnt habe. Nach Auskunft seines Sohnes starb Bierut an Nierenversagen.

## Bierut-Dekrete
Die nach ihm von den deutschen Vertriebenenverbänden so genannten Bierut-Dekrete stellten, ähnlich wie die Beneš-Dekrete in der ehemaligen Tschechoslowakei, die nach der Potsdamer (Berliner) Konferenz der drei großen Siegermächte 1945 vertraglich zum Recht erhobenen Umsiedlungen, Vertreibungen und Enteignungen der deutschen Bevölkerung in Ostpreußen, Schlesien, Pommern und Ost-Brandenburg unter Straffreiheit.

## Personenkult
Um Bierut wurde ab 1947 ein Personenkult stalinistischen Vorbilds betrieben. Zum Beispiel wurden 1950 und 1946 drei Dörfer nach ihm benannt – Bolesławowo, Bierutowice und Bierutowo. Außerdem trug das Schiff MS Bolesław Bierut seinen Namen. Mehrere Betriebe und öffentliche Einrichtungen waren auch nach Bierut benannt, so die Breslauer Universität (1952–1989), Palast der Jugend in Kattowitz (1951–1990) sowie das Stahlwerk in Częstochowa (1952–1989) und die Fabryka Samochodów Ciężarowych in Lublin.
Die vielen Denkmäler, die in der Bierut-Ära aufgestellt wurden, sind nach der Wende 1989 in das Museum des Sozrealismus in Kozłówka gebracht worden. Noch heute existiert in der weißrussischen Hauptstadt Minsk eine nach ihm benannte Straße.

### Musik
Das 1952 entstandene Lied Pieśń o Bierucie (Lied über Bierut) bzw. Towarzysz (Genosse) repräsentiert den Personenkult um Bierut in der Musik.

### Philatelie

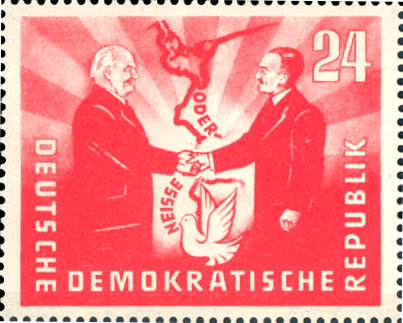
Görlitzer Abkommen: Wilhelm Pieck und Bolesław Bierut reichen sich über der Oder-Neiße-Grenze die Hände, Briefmarke der DDR von 1951

Bolesław Bierut war auf vielen Briefmarken der Volksrepublik Polen präsent, wobei die Dauermarken insgesamt eine Auflage von über eine Milliarde Stück erreichten:
- Briefmarke vom 22. Juli 1946 (dem 2. Jahrestag des PKWN-Manifests) - Nennwert: 3 Złoty, Auflage: 159.000 Stück
- Eine Briefmarke in zehn Farben aus den Jahren 1948–1949 (Nennwerte: 2, 3, 5, 6, 10, 15, 18, 30 und 35 Złoty)
- Briefmarke vom 22. Juli 1949 (dem 5. Jahrestag des PKWN-Manifests) - Nennwert 15 Złoty
- Briefmarke vom 25. Februar 1950 - Nennwert 15 Złoty, Stahlstich,
- Eine Serie von Briefmarken mit den Nennwerten von 5, 10, 15, 20, 30, 40 und 50 Złoty (IV-X 1950), Stichtiefdruck,
- Briefmarke vom 22. Juli 1951 (dem 7. Jahrestag der Verkündung des PKWN-Manifests) - Nennwerte 45, 60 und 90 Groszy,
- Gedenkserie zum 60. Geburtstag vom 18. April 1952,
- Briefmarke zum Internationalen Kindertag vom 1. Juni 1952 (Bierut unter Kindern), Nennwert 45 Złoty + 15 Groszy,
- Briefumschläge mit der Briefmarke von 1949 (15 Złoty) und 1952 (45 Groszy),
- Postkarten: vom 18. September 1950 (10 Złoty), 1. Februar 1951 (30 Groszy, der Text des Maifeiertagsgrußes), 22. Juli 1951 (30 Groszy, die Aufschrift 7 Jahre Volksrepublik Polen), 22. Oktober 1951 (30 Groszy)

Auch die Deutsche Post der DDR gab am 22. April 1951 zwei Briefmarken heraus: Bierut und Wilhelm Pieck geben sich vor der Oder-Neiße-Grenze die Hand, Nennwert: 24 und 50 Pfennig.